# Psiloibidion leucogramma
Psiloibidion leucogramma là một loài bọ cánh cứng trong họ Cerambycidae.